# Eberhard Taubert (Fußballspieler)
Eberhard Taubert (* 20. Oktober 1936; † 23. August 2019) war Fußballspieler in der DDR-Oberliga, der höchsten Spielklasse des DDR-Fußballs. Dort spielte er von 1962 bis 1966 für den SC Karl-Marx-Stadt. Er bestritt ein Nachwuchsländerspiel.

## Sportliche Laufbahn
Taubert spielte von 1954 bis 1957 in der Reservemannschaft des Armeesportklubs Vorwärts Berlin, zu dieser Zeit Fußballschwerpunkt der DDR-Armeesportvereinigung. 1957 wurde Taubert mit dem Reserveteam Meister. 1958 wechselte er zum SC Motor Karl-Marx-Stadt, der zuvor in die zweitklassige I. DDR-Liga abgestiegen war. Mit Ausnahme der Zeit zwischen dem 11. und 19. Spieltag wurde Taubert regelmäßig als Flügelstürmer in der Ligamannschaft eingesetzt, sodass er in seiner ersten Karl-Marx-Städter Spielzeit auf 15 Punktspieleinsätze kam. Seine Torausbeute mit zwei Treffern war ebenso bescheiden wie die der gesamten Mannschaft, die mit 33:52 das schlechteste Torverhältnis aller 14 Ligamannschaften erzielte und so binnen eines Jahres von der Erstklassigkeit in die drittklassige II. DDR-Liga absteigen musste.
Obwohl nur Zweitligaspieler wurde Taubert 1958 in die Nachwuchsnationalmannschaft der DDR berufen. Am 4. Mai 1958 wurde er im Nachwuchsländerspiel Ungarn – DDR (2:0) als Linksaußenstürmer eingesetzt.
Trotz weiterer zeitweiliger Aussetzer konnte sich Taubert in der Drittligasaison 1959 in die Stammformation des SC Motor hineinspielen und gehörte mit mehr als zehn Meisterschaftstoren zu den torgefährlichen Spielern. So war er maßgeblich an der sofortigen Rückkehr seiner Mannschaft in die I. DDR-Liga beteiligt. Bis Ende 1961 gehörte er in den Zweitligaspielzeiten des SC Motor als Angreifer zum Stammpersonal, bis er im dritten Drittel der 39 Runden währenden Saison 1961/62 (Rückkehr zum Sommer-Frühjahr-Rhythmus) völlig ausfiel. In dieser Spielzeit schaffte Motor Karl-Marx-Stadt den Aufstieg in die DDR-Oberliga, an dem Taubert mit 26 Einsätzen und sechs Toren beteiligt war. In seiner ersten Oberligasaison spielte Taubert hauptsächlich als halblinker Stürmer, bestritt 22 der 26 Punktspiele und erzielte vier Tore. In den beiden folgenden Oberliga-Spielzeiten war Taubert stets nur in der Hinrunde Stammspieler, sowohl im Frühling 1964 als auch 1965 bestritt er nur wenige Punktspiele. 1965/66 war bereits seine letzte Saison in der Karl-Marx-Städter Oberligamannschaft. Er kam nur noch am 6. und 22. Spieltag zum Einsatz. Sein letztes Spiel 1. FC Magdeburg – SC Karl-Marx-Stadt (2:1) war der 48. Oberligaeinsatz innerhalb von vier Spielzeiten, dabei war er zu fünf Toren gekommen. Außerdem hatte er 63 Spiele in der I. DDR-Liga mit 13 Toren bestritten. In der Saison 1966/67 gehörte Taubert zwar noch zum Oberligaaufgebot des SC Karl-Marx-Stadt, wurde in der 1. Mannschaft aber nicht mehr eingesetzt. Zur Saison 1967/68 wechselte er zur Betriebssportgemeinschaft (BSG) Motor Germania Karl-Marx-Stadt, wo er schließlich in der drittklassigen Bezirksliga seine Laufbahn als Fußballspieler beendete.